# Celina Szymanowska
 (juillet 2025).
Pour les articles homonymes, voir Szymanowska.

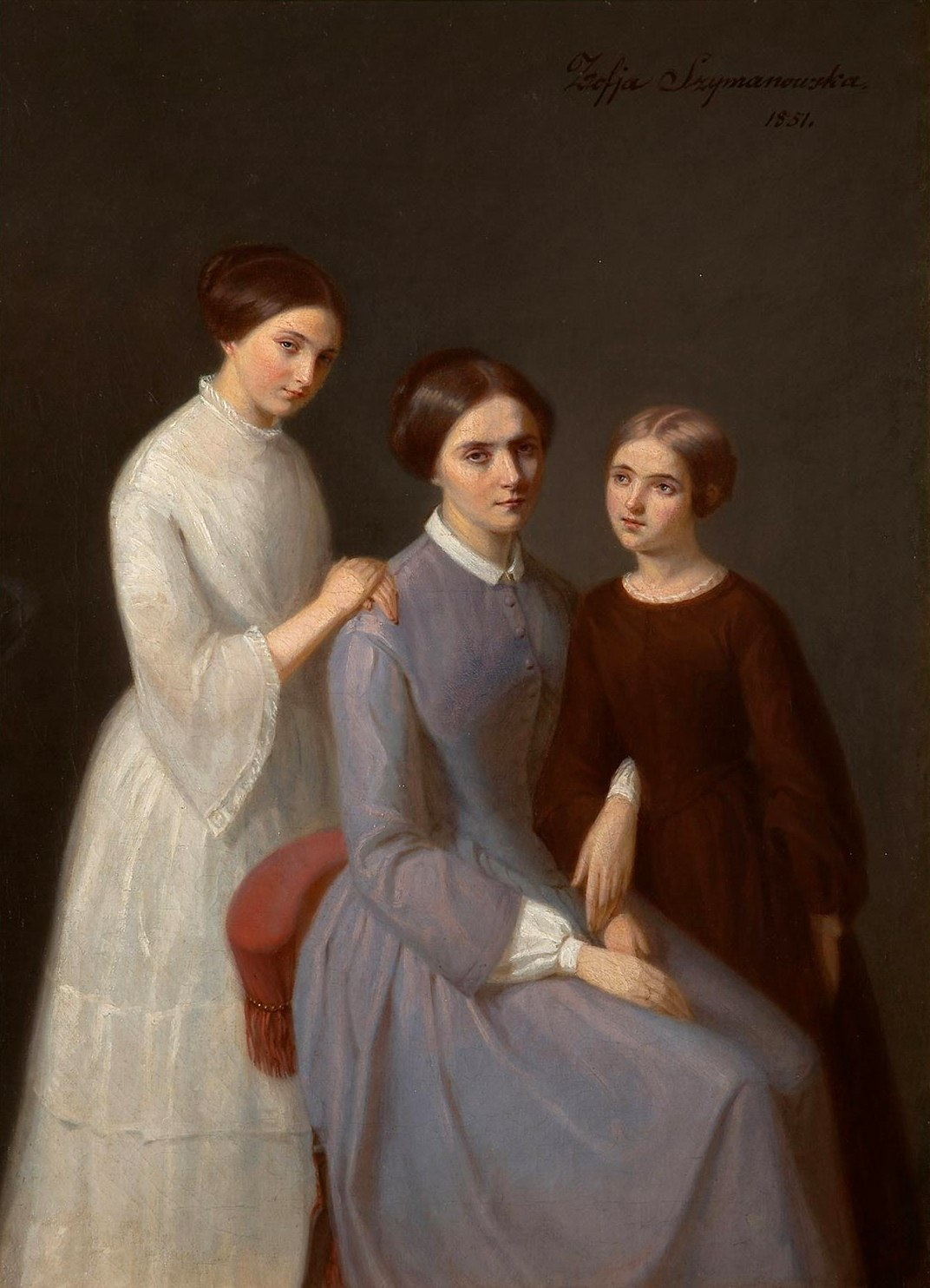
Maria Szymanowska Celina avec ses filles, Maria et Helena.

Celina Szymanowska, née à Varsovie le 16 juillet 1812 et morte le 5 mars 1855, est une compositrice polonaise et l'épouse du poète et écrivain Adam Mickiewicz.

## Biographie
Elle est la fille de Józef Szymanowski et de Maria Agata Szymanowska. Elle épouse le poète polonais Adam Mickiewicz à Paris le 22 juillet 1834. Le couple rencontre des problèmes conjugaux, en décembre 1838, Mickiewicz tente de se suicider. Celina souffre de troubles mentaux, probablement de dépression majeure. Celina meurt le 5 mars 1855, et repose au cimetière des Champeaux de Montmorency. 
Adam Mickiewicz se voit confier par la France une mission diplomatique. Il quitte Paris le 11 septembre 1855 et rejoint Constantinople onze jours plus tard. Là, il travaille à l'organisation de troupes polonaises destinées à combattre avec les Ottomans contre la Russie. Il revient malade de la visite d'un camp militaire, et décède le 26 novembre 1855, huit mois après son épouse. Les enfants restent à Paris. 
C'est Armand Lévy, ami est secrétaire de Mickiewicz, qui ramène la dépouille du poète en France et devient par le testament de ce dernier, tuteur de ses enfants mineurs.

## Descendance
Le couple a deux filles et quatre garçons:
- Maria Mickiewicz (1835-1922)
- Helena Mickiewicz (1840-1897)
- Władysław Mickiewicz (1838-1926)
- Aleksander Mickiewicz
- Jan Mickiewicz
- Józef Mickiewicz (1850-1938).